# Jade Konkel
Pas d'image ? Cliquez ici

a Compétitions nationales et continentales officielles uniquement.

b Matchs officiels uniquement.
Dernière mise à jour le 31 mai 2025.
Jade Konkel-Roberts, née le 9 décembre 1993 à Inverness (Écosse), est une joueuse internationale écossaise de rugby à XV évoluant principalement au poste de troisième ligne centre. Elle joue en Angleterre, aux Harlequins.

## Biographie
Jade Konkel naît le 9 décembre 1993 à Inverness en Écosse. Elle grandit sur la péninsule de Black Isle au sein d'une famille où tout le monde pratique le rugby à XV, y compris sa mère. Elle débute dans une équipe de garçons mais cesse la pratique ne trouvant pas de club féminin. Elle pratique alors le basket-ball. À dix-sept ans, elle participe à un stage de détection, sans ambition mais juste pour jouer à nouveau au rugby : elle intègre l'équipe nationale des moins de 20 ans.
En 2013, elle fait ses débuts internationaux en équipe d'Écosse lors du Tournoi des Six Nations. Elle décide alors de se consacrer au rugby et quitte l'université avant sa dernière année de licence. En 2016, elle devient la première joueuse professionnelle écossaise. Lors de la saison 2017-2018, elle joue en France au Lille MRCV puis s'engage avec les Harlequins.
En 2022, elle évolue toujours en club aux Harlequins. Elle compte 53 sélections en équipe d'Écosse quand elle est retenue en septembre 2022 pour disputer la Coupe du monde en Nouvelle-Zélande.
À l'automne 2023, elle remporte avec l'équipe d'Écosse la première édition du WXV 2,. Au mois de novembre, de retour en club, elle se blesse pour la troisième fois à la même cheville et subit une troisième opération : elle rate presque toute la saison 2023-2024 et ne retrouve les terrains qu'au mois d'avril,.
Durant l'été 2024, elle est rappelée en équipe en équipe nationale pour préparer le WXV 2.
En parallèle au rugby, elle est sapeur-pompier à la brigade de Londres.